# Acta del Cabildo Extraordinario de Santa Fe de 1810
El Acta del Cabildo Extraordinario de Santa Fe del 20 de julio de 1810 es un documento redactado y firmado en Santafe de Bogotá, capital del entonces virreinato de la Nueva Granada por la Junta suprema de Santa Fe  en medio del colapso del poder monárquico español provocado por la invasión napoleónica en la península ibérica dejando un vacío de poder a principios del siglo XIX.
El acta no proclamaba una independencia de la Nueva Granada de forma formal, si establecía la creación de una autoridad local autónoma en nombre del Rey Fernando VII llamada La Junta Suprema de Santa Fe, que asumía el gobierno del virreinato ante la crisis de legitimidad de la corona. Este vacío de poder obligó a los criollos a formular un plan para que las autoridades aceptaran la Junta de Gobierno, este plan se llamó la revuelta del 20 de julio de 1810 y fue inmediatamente razón que dio lugar a la firma del acta. En inicio fue designado como presidente al virrey Antonio Amar y Borbón quien aceptó participar en la junta, pero posteriormente fue depuesto y reemplazado por el criollo José Miguel Pey. Dado que la Autoridad del rey estaba anulada por los sucesos que acaecían en España y no constituye una declaración de Independencia propiamente dicha, tradicionalmente se ha interpretado este suceso como el inicio de la independencia colombiana, el acta en sí no contiene una declaración explícita de separación respecto a la monarquía española, lo cual solo ocurriría de manera formal en 1813 con las primeras constituciones republicanas en la región.
El documento histórico fue firmado por 53 notables neogranadinos, vocales, autoridades, representantes del pueblo, del clero, militares y otras figuras notables de la ciudad, hoy son considerados próceres de Colombia; 
1. * Santiago Palacio Mejía
2. * Juan Jurado
3. * Doctor José Miguel Pey
4. * Juan Gómez
5. * Juan Bautista Pey
6. * José María Domínguez del Castillo
7. * César Augusto Pareja
8. * Fernando de Benjumea
9. * José Acevedo y Gómez
10. * Francisco José de Caldas
11. * Francisco Fernández Heredia Suescún
12. * Dr. Ignacio de Herrera y Vergara
13. * Nepomuceno Rodríguez Lago
14. * Joaquín Camacho
15. * José Ramón de Leyva
16. * Rafael Córdoba
17. * José María Moledo
18. * Antonio Baraya
19. * Manuel Bernardo Álvarez
20. * Pedro Groot
21. * Manuel de Pombo
22. * José Sanz de Santamaría
23. * Fr. Antonio González
24. * Guardián de San Francisco
25. * Nicolás Mauricio de Omaña
26. * Pablo Plata
27. * Emigdio Benítez
28. * Frutos Joaquín Gutiérrez de Caviedes
29. * Camilo Torres Tenorio
30. * Doctor Leandro Torres y Peña
31. * Francisco Javier Serrano Gómez de la Parra
32. * Celi de Alvear
33. * Fr. Mariano Garnica
34. * Francisco José Cháux
35. * Nicolás Cuervo
36. * Rector del Rosario Antonio Ignacio Gallardo y Guerrero
37. * Dr. José Ignacio Pescador
38. * Antonio Morales Galavis
39. * José Ignacio Álvarez de Salazar
40. * Sinforoso Mutis Consuegra
41. * Manuel Pardo
42. * Eugenio Martín Melendro
43. * Luis Sarmiento
44. * José María Carbonell
45. * Dr. Vicente de la Rocha
46. * José Antonio Amaya
47. * Miguel Rosillo y Meruelo
48. * José Martín París
49. * Gregorio José Martínez Portillo
50. * Juan María Pardo, José María León
51. * Dr. Miguel de Pombo
52. * Luis Eduardo Azuola y Rocha
53. * Dr. Juan Nepomuceno Azuero
54. * Dr. Julián Joaquín de la Rocha
55. * Juan Manuel Ramírez
56. * Juan José Mutienx
57. * Eugenio Martín Melendro
58. * José Vicente Ortega y Mesa

## Documento original

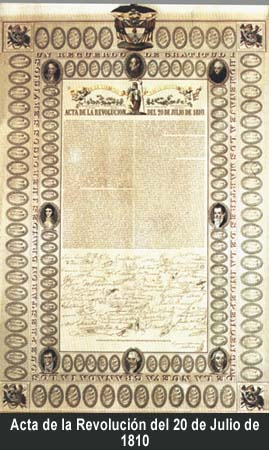
Copia de la original acta de independencia incendiada en 1900

El texto original se perdió en el incendio del Edificio de Galerías Arrubla (que estaba situada en la parte occidental de la actual Plaza de Bolívar y donde está situado hoy el Palacio Liévano, sede de la Alcaldía Mayor de Bogotá), el 20 de mayo de 1900. Aunque una copia de esta acta se puede ver en el Museo de la Independencia, también conocido como Casa del Florero,
Acta de Independencia (Acta del Cabildo Extraordinario de Santa Fe) 20 de julio de 1810

En la ciudad de Santafé, a veinte de julio de mil ochocientos diez, y hora de las seis de la tarde, se juntaron los S. S. del M. I. C. en calidad de extraordinario, en virtud de haberse juntado el pueblo en la plaza pública y proclamado por su Diputado el señor Regidor don José Acevedo y Gómez para que le propusiese los vocales en quienes el mismo pueblo iba a depositar el Supremo Gobierno del Reino; y habiendo hecho presente dicho señor Regidor que era necesario contar con la autoridad del actual Jefe, el Excelentísimo señor don Antonio Amar, se mandó una diputación compuesta del señor Contador de la Real Casa de Moneda, don Manuel de Pombo, el doctor don Miguel de Pombo y don Luis Rubio, vecinos, a dicho señor Excelentísimo, haciéndole presentes las solicitudes justas y arregladas de este pueblo, y pidiéndole, para su seguridad y por las ocurrencias del día de hoy, pusiese a disposición de este Cuerpo las armas, mandando por lo pronto una Compañía para resguardo de las casas capitulares, comandada por el capitán don Antonio Baraya. Impuesto su Excelencia de las solicitudes del pueblo, se prestó con la mayor franqueza a ellas.

Enseguida se manifestó al mismo pueblo la lista de los sujetos que había proclamado anteriormente, para que unidos a los miembros legítimos de este cuerpo (con exclusión de los intrusos don Bernardo Gutiérrez, don Ramón Infiesta, don Vicente Rojo, don José Joaquín Álvarez, don Lorenzo Marroquín, don José Carpintero y don Joaquín Urdaneta) (Salva la memoria del ilustre patricio doctor don Carlos de Burgos), se deposite en toda la Junta el Gobierno Supremo de este Reino interinamente, mientras la misma Junta forma la Constitución que afiance la felicidad pública, contando con las nobles Provincias, a las que en el instante se les pedirán sus Diputados, firmando este Cuerpo el reglamento para las elecciones en dichas Provincias, y tanto éste como la Constitución de Gobierno deberán formarse sobre las bases de libertad e independencia respectiva de ellas, ligadas únicamente por un sistema federativo, cuya representación deberá residir en esta capital, para que vele por la seguridad de la Nueva Granada, que protesta no abdicar los derechos imprescindibles de la soberanía del pueblo a otra persona que a la de su augusto y desgraciado Monarca don Fernando VII, siempre que venga a reinar entre nosotros, quedando por ahora sujeto este nuevo Gobierno a la Superior Junta de Regencia, ínterin exista en la Península, y sobre la Constitución que le dé el pueblo, y en los términos dichos, y después de haberle exhortado el señor Regidor su Diputado a que guardase la inviolabilidad de las personas de los europeos en el momento de esta fatal crisis, porque de la recíproca unión de los americanos y los europeos debe resultar la felicidad pública, protestando que el nuevo Gobierno castigará a los delincuentes conforme a las leyes, concluyó recomendando muy particularmente al pueblo la persona del Excelentísimo Señor Antonio Amar; respondió el pueblo con las señales de la mayor complacencia, aprobando cuanto expuso su diputado.
Y enseguida se leyó la lista de las personas elegidas y proclamadas, en quienes con el Ilustre Cabildo ha depositado el Gobierno Supremo del Reino, y fueron los señores: doctor Juan Bautista Pey, Arcediano de esta Santa Iglesia Catedral; don José Sanz de Santamaría, Tesorero de esta Real Casa de Moneda; don Manuel de Pombo, Contador de la misma; doctor don Camilo de Torres; don Luis Caycedo y Flórez; doctor don Miguel Pombo; don Francisco Morales; doctor don Pedro Groot; doctor don Frutos Gutiérrez; doctor don José Miguel Pey, Alcalde Ordinario de primer voto; don Juan Gómez, de segundo; doctor don Luis Eduardo de Azuola; doctor don Manuel Álvarez; doctor don Ignacio Herrera; don Joaquín Camacho: doctor don Emigdio Benítez; el Capitán don Antonio Baraya; Teniente Coronel José María Moledo; el Reverendo Padre Fray Diego Padilla; don Sinforoso Mutis; doctor don Juan Francisco Serrano Gómez; don José Martín París, Administrador Principal de Tabacos; doctor don Antonio Morales; doctor don Nicolás Mauricio de Omaña.
En este estado proclamó el pueblo con vivas y aclamaciones a favor de todos los nombrados; y notando la moderación de su Diputado el expresado señor Regidor don José Acevedo, dijo que debía ser el primero de los vocales, y en seguida nombró también de tal vocal al señor Magistral doctor don Andrés Rosillo, aclamando su libertad como lo ha hecho en toda la tarde, y protestando ir en este momento a sacarle de la prisión en que se halla; el señor Regidor hizo presente a la multitud de los riesgos a que se exponía la seguridad personal de los individuos del pueblo si se le precipitaba a una violencia ofreciéndole que la primera disposición que tomará la Junta será la libertad de dicho señor Magistral y su incorporación en ella.
En este estado, habiendo concurrido los vocales electos con todos los vecinos notables de la ciudad, prelados, eclesiásticos, seculares y regulares, con asistencia del señor don Juan Jurado, Oidor de esta Real Audiencia, a nombre y representando la persona del Excelentísimo señor don Antonio Amar, y habiéndole pedido al Congreso pusiese el parque de artillería a su disposición por las desconfianzas que tiene el pueblo, y excusándose por falta de facultades, se mandó una diputación a Su Excelencia, compuesta de los señores doctor don José Miguel Pey, don José Moledo y doctor don Camilo Torres, pidiéndole mandase poner dicho parque a las órdenes de don José Ayala. Impuesto Su Excelencia del mensaje, contestó que lejos de dar providencia ninguna contraria a la seguridad del pueblo, había prevenido que la tropa no hiciese el menor movimiento, y que bajo de esta confianza viese el ilustre Congreso qué nuevas medidas quería tomar en esta parte.
Se le respondió que los individuos del mismo Congreso descansaban con la mayor confianza en la verdad de Su Excelencia; pero que el pueblo no se aquietaba, sin embargo de habérsele repetido varias veces desde los balcones por su Diputado que no tenía qué temer en esta parte, y que era preciso, para lograr su tranquilidad que fuese a encargarse y cuidar de la artillería una persona de su satisfacción, que tal lo era el referido don José de Ayala. En cuya virtud previno dicho señor Excelentísimo Virrey que fuese el Mayor de la plaza don Rafael de Córdoba con el citado Ayala a dar esta orden al Comandante de la Artillería, y así se ejecutó. En este estado, impuesto el Congreso del vacío de facultades que expuso el señor Oidor don Juan Jurado, mandó otra diputación, suplicando a Su Excelencia se sirviese concurrir personalmente, a que se excusó por hallarse enfermo; y habiéndolas delegado todas verbalmente a dicho señor Oidor según expusieron los diputados, se repitió el mensaje para que las mande por escrito con su secretario don José de Leiva, a fin de que se puedan dar las disposiciones convenientes sobre la fuerza militar, y de que autoricen este acto.
Entretanto, se recibió juramento a los señores Vocales presentes, que hicieron en esta forma, a presencia del M. I. Cabildo y en manos del señor Regidor primer Diputado del pueblo don José Acevedo y Gómez, puesta la una mano sobre los Santos Evangelios y la otra formando la señal de la cruz, a presencia de Jesucristo Crucificado, dijeron: «Juramos por el Dios que existe en el Cielo, cuya imagen está presente y cuyas sagradas y adorables máximas contiene este libro, cumplir religiosamente la Constitución y voluntad del pueblo expresada en esta acta, acerca de la forma del Gobierno provisional que ha instalado; derramar hasta la última gota de nuestra sangre por defender nuestra sagrada religión C. A. R. nuestro amado Monarca Don Fernando VII y la libertad de la Patria; conservar la libertad e independencia de este Reino en los términos acordados; trabajar con infatigable celo para formar la Constitución bajo los puntos acordados, y en una palabra, cuanto conduzca a la felicidad de la Patria».
En este estado me previno dicho señor Regidor Diputado, a mí, el Secretario, certificase el motivo que ha tenido pára extender esta Acta hasta donde se halla. En su cumplimiento digo: que habiendo venido dicho señor Diputado a la oración llamando a Cabildo extraordinario, el pueblo lo aclamó luego que lo vio en las galerías del Cabildo, y después de haberle excitado dicho señor a la tranquilidad, el pueblo le gritó que se encargase de extender el Acta, por donde constase que reasumía sus derechos, confiando en su ilustración y patriotismo, lo hiciese del modo más conforme a la tranquilidad y felicidad pública, cuya comisión aceptó dicho señor.
Lo que así certifico bajo juramento, y que esto mismo proclamó todo el pueblo.
Eugenio Martín Melendro.

En este estado, habiendo recibido por escrito la comisión que pedía el señor Jurado a Su Excelencia, y esto estando presentes la mayor parte de los señores Vocales elegidos por el Pueblo, con asistencia de su particular Diputado y Vocal el Regidor don José Acevedo, se procedió a oír el dictamen del Síndico Personero, doctor don Ignacio Herrera, quien, impuesto de lo que hasta aquí tiene sancionado el pueblo y consta del acta anterior, dirigida por especial comisión y encargo del mismo pueblo, conferida a su Diputado el señor Regidor don José Acevedo, dijo que el Congreso presente, compuesto del M. I. C., cuerpos, autoridades y vecinos, y también de los Vocales del nuevo Gobierno, nada tenía que deliberar, pues el pueblo soberano tenía manifestada su voluntad por el acto más solemne y augusto con que los pueblos libres usan de sus derechos, para depositarlos en aquellas personas que merezcan su confianza; que en esta virtud los vocales procediesen a prestar el juramento, y en seguida la Junta dicte las más activas Providencias de seguridad pública.
Enseguida se oyó el voto de todos los individuos del Congreso, que convinieron unánimemente y sobre que hicieron largas y eruditas arengas, demostrando en ellas los incontestables derechos de los pueblos, y particularmente los de este Nuevo Reino, que no es posible puntualizar en medio del inmenso pueblo que nos rodea.
El público se ha opuesto en los términos más claros, terminantes y decisivos a que ninguna persona salga del Congreso antes de que quede instalada la Junta prestando sus Vocales el juramento en manos del señor Arcediano Gobernador del Arzobispado, en las de los dos señores Curas de la Catedral, bajo la fórmula que queda establecido y con la asistencia del señor Diputado don José Acevedo; que enseguida presten el juramento de reconocimiento de estilo a este nuevo Gobierno los Cuerpos civiles, militares y políticos que existen en esta capital, con los Prelados seculares y regulares. Gobernadores del Arzobispado, Curas de la Catedral y Parroquias de la capital, con los Rectores de los Colegios.
Impuesto de todo lo ocurrido hasta aquí el señor don Juan Jurado, comisionado por Su Excelencia para presidir este acto, expuso no creía poder autorizarle en virtud de la orden escrita que se agrega, sin dar parte antes a Su Excelencia de lo acordado por el pueblo y el Congreso, como considera dicho señor que lo previene Su Excelencia. Con este motivo se levantaron sucesivamente varios de los Vocales nombrados por el pueblo, y con sólidos y elocuentes discursos demostraron ser un delito de lesa majestad y alta traición el sujetar o pretender sujetar la soberana voluntad del pueblo, tan expresamente declarada en este día, a la aprobación o improbación de un Jefe cuya autoridad ha cesado desde el momento en que este pueblo ha reasumido en este día sus derechos y los ha depositado en personas conocidas y determinadas. Pero, reiterando dicho señor su solicitud con el mayor encarecimiento, aunque fuera resignando su toga, para que el señor Virrey quedase persuadido del deseo que tenía dicho señor de cumplir su encargo en los términos que cree habérsele conferido; a esta proposición tomó la voz el pueblo ofreciendo a dicho señor garantías y seguridades por su persona y por su empleo; pero que de ningún modo permitía saliese persona alguna de la sala sin que quedase instalada la Junta, pues a la que lo intentase se trataría como a reo de alta traición, según lo había protestado el señor Diputado en su exposición, y que le diese a dicho señor certificación de este acto para los usos que le convengan.
Y en este estado dijo dicho señor que su voluntad en ningún modo se entendiera ser contraria a los derechos del pueblo que reconoce y se ha hecho siempre honor por su educación y principios de reconocer; que se conforma y jurará el nuevo Gobierno, con la protesta de que reconozca el Supremo Consejo de Regencia. Y, procediendo al acto del juramento, recordaron los Vocales doctor don Camilo Torres y el señor Regidor don José Acevedo que en su voto habían propuesto se nombrase Presidente de esta Junta Suprema del Reino al Excelentísimo señor Teniente General don Antonio Amar y Borbón; y habiéndose vuelto a discutir el negocio, se hicieron ver al pueblo con la mayor energía por el doctor Frutos Joaquín Gutiérrez, las virtudes y nobles cualidades que adornan a este distinguido y condecorado militar, y más particularmente manifestadas en este día y noche, en que por su consumada prudencia se ha terminado una revolución que amenazaba las mayores catástrofes, atendida la inmensa multitud del pueblo que ha concurrido ha ella, que pasa de 9.000 personas que se hallan armadas, y comenzaron por pedir la prisión y cabezas de varios ciudadanos cuyos ánimos se hallaban en la mayor división y recíprocas desconfianzas desde que supo el pueblo el asesinato que se cometió a sangre fría en la Villa del Socorro por su Corregidor don José Valdés usando de la fuerza militar, y particularmente desde ayer tarde, en que se aseguró públicamente que en estos días iban a poner en ejecución varios facciosos la fatal lista de 19 ciudadanos condenados al cuchillo porque en sus respectivos empleos han sostenido los derechos de la patria; en cuya consideración, tanto los Vocales como Cuerpos y vecinos que se hallan presentes, como el pueblo que nos rodea, proclamaron a dicho señor Excelentísimo don Antonio Amar por Presidente de este nuevo Gobierno con lo cual y nombrando de Vicepresidente de la Junta Suprema de Gobierno del Reino al señor Alcalde Ordinario de Primer Voto doctor don José Miguel Pey de Andrade, se procedió al acto del juramento de los señores Vocales en los términos acordados. Y enseguida prestaron el de obediencia y reconocimiento de este nuevo Gobierno el señor Oidor que ha presidido la Asamblea; el señor don Rafael de Córdoba, mayor de la Plaza; el señor Teniente Coronel don José de Leiva, Secretario de Su Excelencia; el señor Arcediano, como Gobernador del Arzobispado y como Presidente del Cabildo Eclesiástico; el Reverendo Padre Provincial de San Agustín; el Prelado del Colegio de San Nicolás; los Curas de Catedral y parroquiales; Rectores de la Universidad y Colegios; el señor don José María Moledo, como Jefe militar; el M. I. Cabildo secular; que son las autoridades que se hallan actualmente presentes, omitiéndose llamar por ahora a las que faltan, por ser las tres y media de la mañana. En este estado se acordó mandar una diputación al Excelentísimo señor don Antonio Amar, para que participe a Su Excelencia el empleo que le ha conferido el pueblo de Presidente de esta Junta, para que se sirva pasar el día de hoy a las nueve a tomar posesión de él, para cuya hora el presente Secretario citará los demás Cuerpos y autoridades que deben jurar la obediencia y reconocimiento de este nuevo Gobierno.
Juan Jurado
Doctor Josef Miguel Pey
Juan Gómez
Juan Bautista Pey
José María Domínguez del Castillo
Josef Ortega
Fernando de Benjumea
José Acevedo y Gómez
Francisco Fernández Heredia Suescún
Doctor Ignacio de Herrera
Nepomuceno Rodríguez Lago
Joaquín Camacho
José de Leiva
Rafael Córdoba
José María Moledo
Antonio Baraya
Manuel Bernardo Álvarez
Pedro Groot
Manuel de Pombo
José Sanz de Santamaría
Fr. Antonio González
Guardián de San Francisco
Nicolás Mauricio de Omaña
Pablo Plata
Emigdio Benítez
Frutos Joaquín Torres Gutiérrez de Caviedes
Camilo Torres
Doctor Leandro Torres y Peña
Francisco Javier Serrano Gómez de la Parra
Celi de Alvear
Fr. Mariano Gurnica
Fr. José Chaves
Nicolás Cuervo, Antonio Ignacio Gallardo
Rector del Rosario
Dr. José Ignacio Pescador
Antonio Morales
José Ignacio Álvarez
Sinforoso Mutis
Manuel Pardo
Eugenio Martín Melendro
Las firmas que faltan en esta Acta, y están en el cuaderno de la Suprema Junta, son las siguientes: Luis Sarmiento, José María Carbonell, doctor Vicente de la Rocha, José Antonio Amaya, Miguel Rosillo y Meruelo, José Martín París, Gregorio José Martínez Portillo, Juan María Pardo, José María León, doctor Miguel de Pombo, Luis Eduardo de Azuola, doctor Juan Nepomuceno Azuero Plata, doctor Julián Joaquín de la Rocha, Juan Manuel Ramírez, Juan José Mutienx. Ante mí, Eugenio Martín Melendro.